# Кургановская волость
Кургановская волость — волость Жиздринского уезда Калужской (с 1920 — Брянской) губернии. Административный центр — село Курганье.

## История
Кургановская волость образована в ходе реформы 1861 года. Первоначально в состав волости входило 22 селений: села Курганье и Колчино, сельцо Косичено, сельцо Крынки, сельцо Савино, деревни Березовка, Буда, Вербижичи, Войловский хутор, Волынский хутор, Голосиловка, Думановский хутор, Еловка, Кретовка (Колчино), Крыновский хутор, Куява, Лукавский хутор, Петровский хутор, Слободка, Тихоновка, Усохи, посёлок Щукины дворики.
На 1880 год в составе волости числилось 7 467 десятин земли. Население волости составляло в 1880 году — 5 635, в 1896 — 6 023, в 1913 — 11 618 человек.
В волости имелось два церковных прихода. Один в селе Курганье — Церковь Александра Невского. «Кирпичная трёхпрестольная церковь с колокольней построена в 1869 году на средства прихожан. Закрыта и разграблена до 1941, разобрана не позже 1960-х. На месте церкви был выстроен клуб совхоза „Людиновский“, сгоревший около. 2000». Второй в селе Колчино — Церковь Успения Пресвятой Богородицы. «Кирпичная одноэтажная трёхпрестольная церковь с колокольней построена в 1864—1877 рядом с ветхой деревянной в стиле позднего классицизма по проекту архитектора Петра Дмитриева тщанием священника Петра Успенского, прихожан и благотворителей. Закрыта до 1941, вновь действовала в годы немецкой оккупации, впоследствии разграблена, значительно повреждена, лишена куполов».
1 апреля 1920 года Жиздринский уезд и Кургановская волость в его составе были перечислены в Брянскую губернию.
8 марта 1922 года Кургановская волость и десять других были переданы в Бежицкий уезд той же губернии. В дальнейшем территория волости вошла в состав Дятьковской волости.
В 1929 году Брянская губерния и все её уезды были упразднены, а их территория вошла в состав новой Западной области.
С 1944 года территория Кургановской волости относится к Людиновскому району Калужской области.